# Horváth Antal (szőlész)
Horváth Antal (Pécs, 1848. szeptember 4. – Pécs, 1912. augusztus 30.) szőlész, jogász, ügyvéd, műgyűjtő. 

## Pályafutása
Jogi tanulmányokat végzett, majd 1874-ben Pécsett nyitotta meg ügyvédi irodáját, amelyet haláláig vezetett. Emellett szőlészettel is foglalkozott, munkája során európai szőlőfajtákat keresztezett, így sikerült újabb fajtákat előállítania. Magyarország az elsők között hívta fel a figyelmet filoxéraveszedelemre. Összegyűjtötte a Krím és Gibraltár közötti európai szőlőfajtákat, egyúttal fajtahitelesen fenntartotta azokat. Fontos szerepet vállalat a pécsi szőlőrekonstrukcióban, melynek során egész Európában hírnevet szerzett. Sírhelye a pécsi központi temetőben található.